# Seoane (Allariz)
Seoane (llamada oficialmente San Xoán de Seoane) es una parroquia y un lugar español del municipio de Allariz, en la provincia de Orense, Galicia.

## Toponimia
El topónimo deriva del latín Sanctu(m) Iohanne(m), San Juan.
La parroquia también es conocida por el nombre de San Juan de Seoane.

## Organización territorial
La parroquia está formada por cinco entidades de población:
- Casaldoira
- Forxás de Montes
- Pumares
- O Rodicio
- Seoane
- A Torre

## Demografía

### Parroquia
| Gráfica de evolución demográfica de Seoane (parroquia) entre 2000 y 2021 |
|                                                                          |
| Datos según el nomenclátor publicado por el INE.                         |

### Lugar
| Gráfica de evolución demográfica de Seoane (lugar) entre 2000 y 2021 |
|                                                                      |
| Datos según el nomenclátor publicado por el INE.                     |